# Епархия Клохера
Епархия Клохера (лат. Dioecesis Clogheriensis, ирл. Deoise Chlochair) — диоцез Римско-католической церкви, в составе митрополии Армы на территории Северной Ирландии и Ирландии.
По состоянию на 2016 год клир епархии насчитывает 80 священников (74 епархиальных и 6 монашествующих). Нынешний епископ Лоренс Даффи был назначен Святым Престолом 8 декабря 2018 года и рукоположен в сан епископа 10 февраля 2019 года.

## География
Епархия проходит по границе между Ирландией и Северной Ирландией, охватывая территорию графства Монахан, бо́льшую часть графства Фермана и частично графства Тирон и Донегол. Крупнейшие города — Клонс, Эннискиллен и Монахан.

## Истрия
Епархия Клохера была образована на синоде в Рэтбрессиле в 1111 году. Первоначально собор находился в деревне Клохер в графстве Тирон на месте монастыря, основанного в 454 году святым Мак Каиртинном (Макартаном), который был назначен епископом святым Патриком.
После Реформации Генрих VIII конфисковал кафедральный собор Клохера в пользу церкви Ирландии, и следующие 300 лет у католической епархии не было постоянного Престола. В 1851 году было принято решение переместить центр епархии в более крупный город Монахан в 32 километрах к юго-востоку от деревни Клохер. Краеугольный камень собора Святого Макартана был заложен в Монахане в июне 1861 года; собор был освящён в августе 1892 года.
В храме ранее содержалась копия Евангелия и Креста епархии Клохера. Согласно традиции, оригиналы были переданы святому Макартану святым Патриком, однако существующая сегодня рукопись датируется восьмым веком. В настоящее время эти реликвии хранятся в Национальном музее Ирландии в Дублине.

## Ординарии
Последние десять епископов Клохера:
- Эдвард Кернан[англ.] (1824—1844)
- Чарльз Макналли[англ.] (1844—1864)
- Джеймс Доннелли[англ.] (1864—1893)
- Ричард Оуэнс[англ.] (1894—1909)
- Патрик Маккенна[англ.] (1909—1942)
- Юджин О’Каллахан[англ.] (1943—1969)
- Патрик Маллиган[англ.] (1969—1979)
- Джозеф Даффи[англ.] (1979—2010)
- Лиам Макдаид[англ.] (2010—2016)
- Лоренс Даффи[англ.] (с 2018)